# Eugenio Gaddini
Eugenio Gaddini né le 18 janvier 1916 à Cerignola et mort à Rome le 27 septembre 1985 est un médecin et psychanalyste italien. 

## Biographie
Eugenio Gaddini est devenu membre de la Société psychanalytique italienne en 1953 puis formateur et a occupé le poste de président de la société (1978-1982). Il a été actif dans la rédaction de la Rivista di Psicoanalisi.

## Distinctions
- 1978-1982 : président de la Société psychanalytique italienne[2].

## Publications
- Eugenio Gaddini (trad. de l'italien), L'imitation, Paris, Puf, coll. « Le Fil rouge », 2001, 242 p. (ISBN 2-13-051797-8)